# 清原武衡
清原 武衡（きよはら の たけひら、生年未詳 - 寛治元年11月14日（1087年12月11日））は、平安時代後期の陸奥国・出羽国の武将。父は鎮守府将軍清原武則、母は安倍頼清の娘と伝えられる。武貞の弟。義理の兄弟に吉彦秀武がいる。通称は将軍三郎、岩城三郎。

## 出自
1990年代以降、武則系を海道平氏（岩城氏）の一族とする説が唱えられた。ただし、これは史実とは考え難く、後世にそのような誤解が生じた理由は、源頼俊によって、清原氏と海道平氏との間に緊密な同族的連合が形成された史実に影響を蒙ったからであると推察できる。
『続群書類従』「清原系図」には、清原武衡について、「奥州磐城郡に住す。寛治五年十一月、源義家か為に滅ぼさる」と記されている。また、『百錬抄』寛治元年（1083年）12月26日条には「平武衡」と武衡の名が平姓を冠して記されている。このことから、海道平氏の平貞衡（小松柵合戦で源頼義の兵として名が見える平貞平か）が清原氏へ、清原氏の清原武衡が海道平氏へと、両氏の間で養子の交換が行われた可能性がある。その際貞衡は、おそらく清原武則の娘婿として奥六郡主の後継者の座に就き、同時に清原真衡、藤原清衡、清原家衡の継父として彼らの後見役の役割を担うことになった。

## 生涯
清原氏は出羽に勢力を持った豪族であった。武衡は、『清原系図』によると陸奥国磐城郡を領していたという。父武則が源頼義の要請により前九年の役に参戦し安倍氏を滅ぼした際には名前は見えない。清原氏の相続争いとなった後三年の役において沼柵（現秋田県横手市雄物川町沼館）に籠もった甥家衡が清原清衡・源義家連合軍を破るとこれに応援に駆けつけ、家衡が義家に勝ったのは武門の誉れとして喜び、難攻不落といわれる金沢柵（現秋田県横手市金沢中野）に移ることを勧めた。
しかし、義家方に加わっていた吉彦秀武の献策により兵糧攻めが行われると柵内の士気は低下し、これを回復しようと、武衡の乳母の子の平千任が義家に向かって「汝が父頼義、貞任宗任をうちえずして、名簿を捧げて故清将軍を語らい奉り、偏にその力にて、たまたま貞任をうちえたり。恩を担い徳を頂きて。いづれの世にか報ひ奉るべき。しかるを汝すでに相傳の家人としてかたじけなく重恩の君を攻め奉る。不忠不義の罪さだめて、天道の責めをこうぶらんか」と言ったが、義家方の恨みを買っただけであった。
武衡は義家の弟義光に連絡して降伏しようとし、一度義光の郎党である藤原季方が交渉にやってきた事もあったが義家はこれを許さなかった。柵の陥落後、近くの蛭藻沼（現秋田県横手市杉沢）に潜んでいるところを捕らえられた。刀の鞘の尻を切って口に当て、水中に沈んでいたとされる。義家は武衡に「軍の道、勢を借りて敵を討つは、昔も今も定まれる習ひなり。武則且は官符の旨にかませ、かつは将軍の語らひによりて、御方に参り加れり。然るを先日従僕平千任に教えて、名簿ある由申しは、件の名簿さだめて、汝傳へたるならん。すみやかにとり出べし。武則えびすの卑しき名をもちて、忝なく鎮守府将軍の名を汚せり。これ将軍（頼義）の申行はるるによりてなり。是すでに功労を報ふにあらずや。いはんや汝らは、其身に些かの功労なくして謀反を事とす。何事によりてか些かのたすけをかふるべき。しかるをみだりがはしく、重恩の主となのり申、その心如何たしかにわきまへ申せ」と責め立てた。武衡は一日の助命を請い、義光も降人を助けるのは古今の例と助命嘆願したが、義家は宗任のように自首する場合を降人と言うべきで、武衡は違うとして斬首した。
その後義家は、千任の歯を金箸で折り舌を切った上で木の枝に吊し、足下に武衡の首を置き、千任が疲れて首を踏むと「二年の愁眉今日すでにひらけぬ」と喜んだという。

## 子孫
武衡の娘は、越後の有力豪族・城氏（越後平氏の系統）の当主城資国の妻となり、城資永（助長、資長、助永）の母となったという。資永は武衡の外孫にあたることになる。資永の子には資盛（助盛）、資家（助家）、資正（助正）の三兄弟がおり、武衡の外曾孫である。資家と資正は建仁の乱に敗れて誅殺され、資盛は消息不明となった。戦国時代において、資盛の末裔とされる一族が上杉謙信や徳川家康に仕えたとされているが、系譜上の繋がりは後世の仮冒の可能性が高いと伝わる。その一族の人物に安田長秀、城貞茂がいる。資盛と貞茂の間に世系22代もあることから、家系に疑問点が持たれている。
なお、資永の他に資国の子として、建仁の乱で討ち取られた城長茂、建仁の乱で捕虜となり、後に浅利義遠の妻となる坂額御前（義遠との間に浅利知義、女子の1男1女を儲ける）がいるが、この二人が資永と同母兄妹かは不明。